# Зброярська вулиця
Зброярська вулиця — вулиця міста Харкова, розташована в Холодногірському адміністративному районі. Починається від Полтавського Шляху, йде на північ до Чоботарської вулиці.
Перетинається з Благовіщенською, Слов'янською, Коцарською вулицями та Чоботарським провулком

## Історія і назва

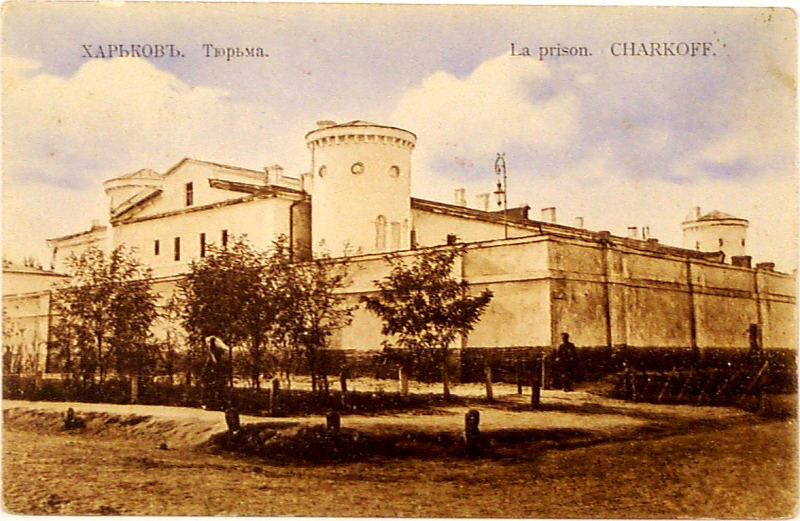
Харківський тюремний замок, що стояв на вулиці

Зброярська вулиця виникла наприкінці XIX ст. на місці колишніх міських укріплень, вала з ровом, які захищали Харків із заходу.
Історична назва Зброярської вулиці — Тюремна. В будинку № 5 в минулому розміщалась пересильна тюрма. В 1936 році вулиці було присвоєне ім'я українського революціонера і партійного діяча Панаса Любченка. Але вже у 1937 році його ім'я прибрали з мапи Харкова, перейменувавши вулицю у Збройову. В 1968 році у назві вулиці увічнили ім'я маршала Родіона Малиновського.
29 квітня 2024 року Харківська міська рада перейменувала вулицю Малиновського на Зброярську. До цього була пропозиція перейменувати вулицю на честь на честь кардинала Йосифа Сліпого.

## Будинки

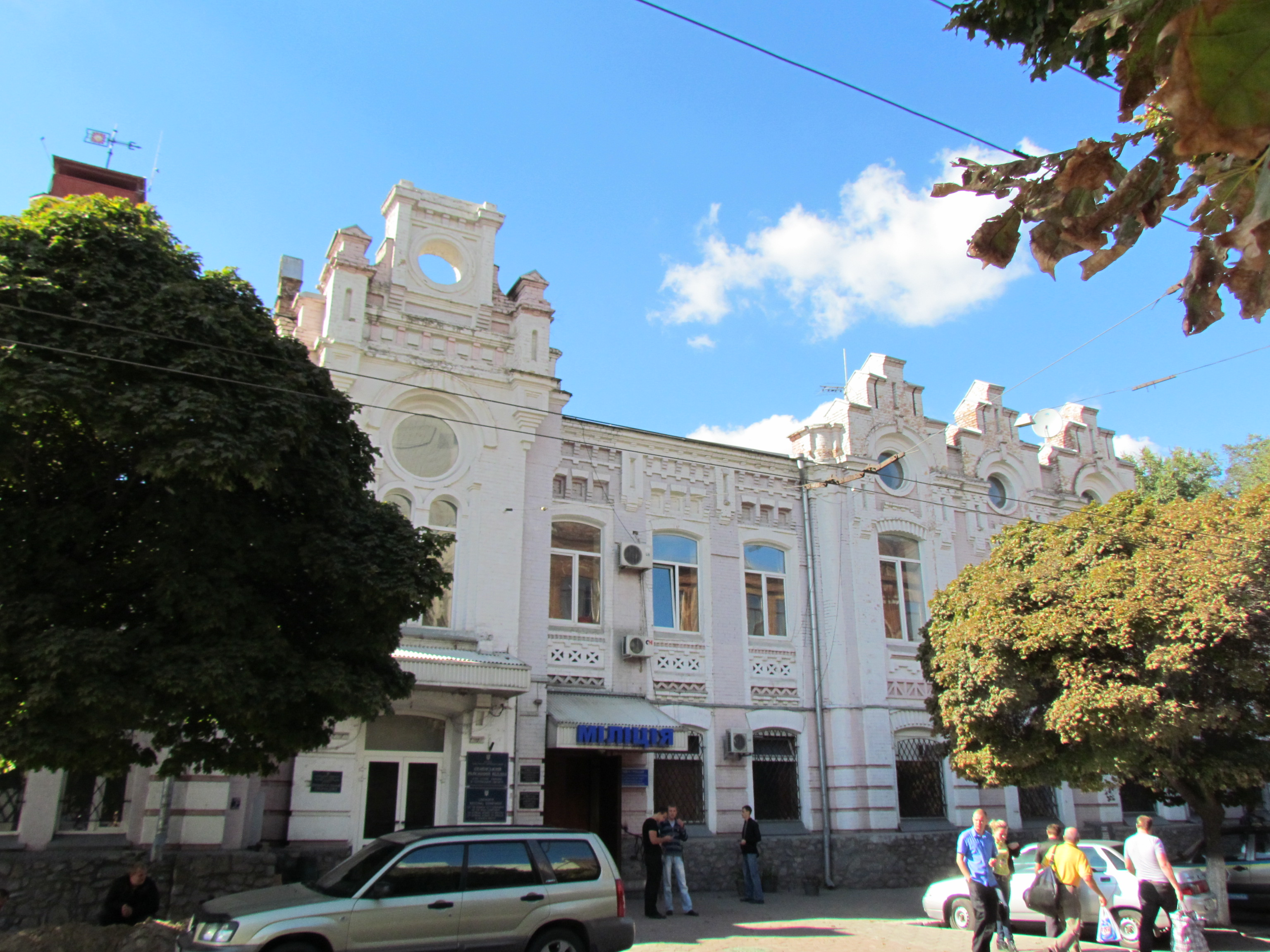
Вул. Зброярська, 1

Анотаційна дошка на Зброярській вулиці, буд. № 4 (нині демонтована)

- Буд. № 1 — Холодногірський відділ поліції ГУНП у Харківській області[3].
- Буд. № 4 — Пам'ятка архітектури Харкова. Акушерсько-гінекологічне відділення Олександрівської лікарні, 1913 рік, архітектори О. М. Бекетов і Р. П. Павловський. Нині 5-й спеціалізований міський клінічний пологовий будинок.Анотаційна дошка на Зброярській вулиці, буд. № 4 (нині демонтована)
- Буд. № 5 — Колишня тюрма. 1961 року тут перебував в ув'язненні Йосиф Сліпий, єпископ УГКЦ. В пам'ять про цю подію в 2005 році на будівлі було встановлено меморіальну дошку, пізніше знищену вандалами. В 2008 році дошку відновили, але в 2010 році демонтували знов, уже за рішенням суду. Втретє меморіальну дошку встановили в 2011 році[4][5][6].